# Ferrocarrils Transpirinencs
Ferrocarril Transpirinenc er el nom de les línies de ferrocarril que al segle xix es varen proposar de comunicació entre Espanya i França. Els governs dels dos estats varen estudiar-ne més d'una desena de recorreguts, però només tres es varen acordar en el Conveni dels Ferrocarrils Transpirinencs de 1904.
- Transpirinenc Occidental: Zuera-Canfranc-Auloron
- Transpirinenc Central: Lleida-Sort-Sent Gironç
- Transpirinenc Oriental: Ripoll-Puigcerdà-Acs

La primera, per Canfranc, va entrar en servei interestatal l'any 1929 i està en desús des de l'any 1970; la segona va veure cancel·lada la construcció l'any 1951 a la Pobla de Segur i no va arribar a França i la tercera, Ripoll-Puigcerdà, el Transpirinenc Català, que és l'única que queda en servei.

## Primeres connexions (costeres)
A França també es considera que són transpirinenques les línies que transcorren per Irun - Hendaia des de l'any 1864, i Portbou - Cervera (1878) i Figueres - Perpinyà (AVE - TGV), que discorren per terrenys amb elevació de pocs centenars de metres, amb uns costos de construcció i manteniment inferiors.
|  |  |  |  |

## Política ferroviària
L'any 1832 ja va haver-hi el primer teler que va usar una màquina de vapor i quan les màquines de vapor es varen perfeccionar per poder ser aplicades a la tracció dels trens, els estats varen posar interès en el desplegament de xarxes ferroviàries per expandir el comerç, la indústria i les comunicacions, per augmentar la riquesa dels territoris que cobrissin aquestes xarxes. Com que per establir aquest mitjà de transport es requeria aportacions importants de capital, els estats que varen iniciar-ne la construcció eren els que disposaven de prou recursos econòmics interns i Espanya no n'era un d'ells i va haver d'obrir l'economia a entitats estrangeres, tal com en el cas de la mineria. Les aportacions de capital pel desplegament ferroviari estatal a Espanya varen venir d'empreses franceses com Crèdit Mobilier i de bancs de la família Rothschild principalment. A Catalunya les aportacions varen ser majoritàriament privades.

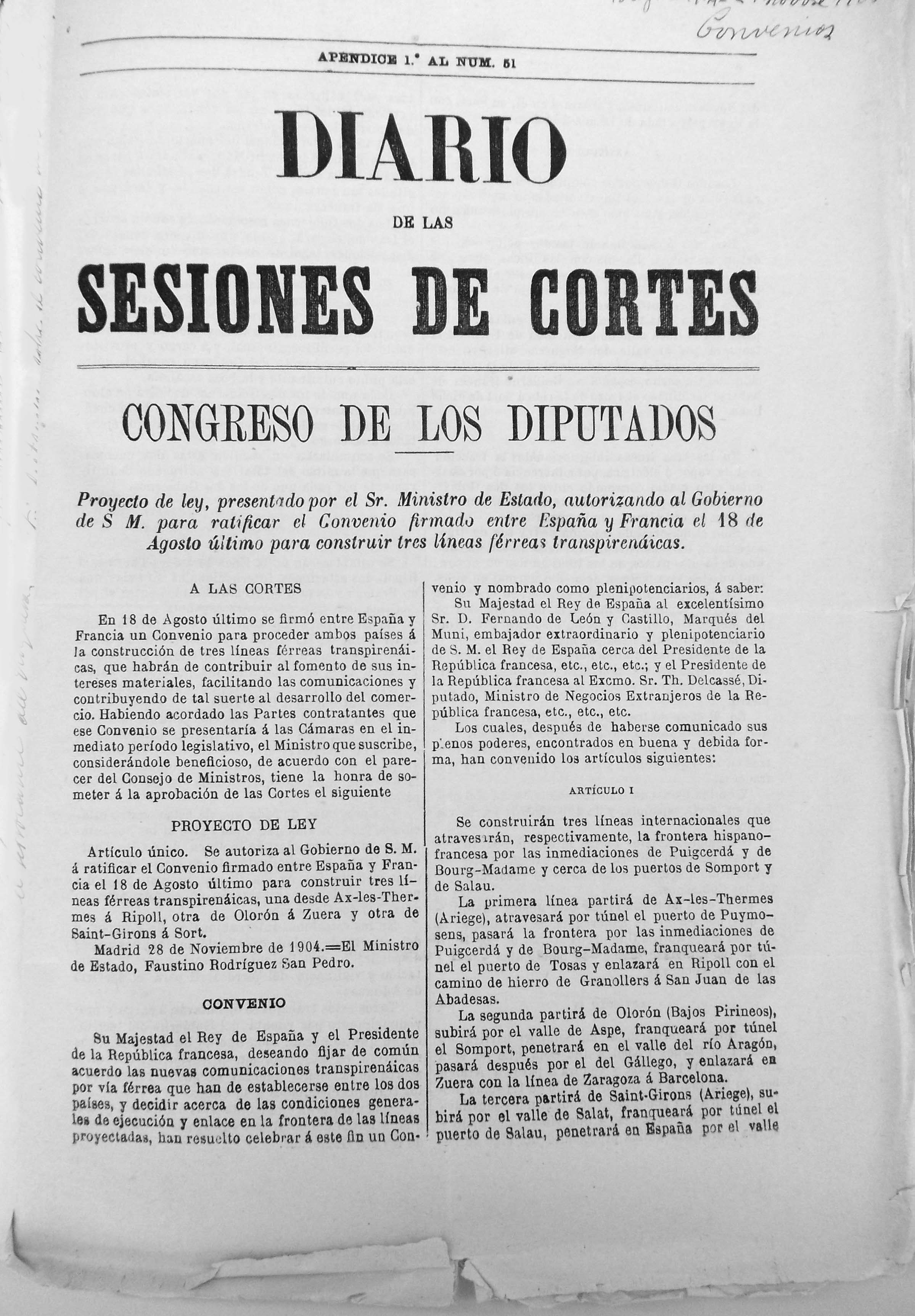
Conveni 1904 ferrocarrils transpirinencs pag 1 Diario de las Cortes

El 1842 l'estat francès aprova el desplegament en estructura radial i l'estructura radial de les línies de ferrocarril a Espanya segueix uns plans anteriors que els reis espanyols de la dinastia borbònica aprovaren posteriorment. Ja el rei Felip II va portar la capitalitat al centre de la Península d'on irradiaven els camins maximitzant la distribució centralista i reduint-ne els costos de la construcció, el control i el manteniment.
Fins a l'any 1844 el govern espanyol assignava les concessions a empreses per crear línies ferroviàries per "Real Decreto", sense que hi hagués una normativa especificada (terminis, quotes, revisions, anys de duració, etc.) La iniciativa privada va construir la primera línia a la Península (línia Barcelona - Mataró) inaugurada el 1848 i l'any 1851 es va inaugurar la línia Madrid-Aranjuez proposada i executada per José de Salamanca, que va ser ministre d'Hisenda (1847), amb capital públic i d'empreses financeres del Regne Unit. A 1851 es projecta una llei de ferrocarrils per unir Madrid amb les zones que eren considerades productores de béns de major importància: Castella (Valladolid), Aragó (Saragossa), Andalusia (Cadis) i un a la costa mediterrània, sense determinar-ne la població.
L'any 1855 es va aprovar a Madrid la primera Llei General de Ferrocarrils basant-se amb la qual es varen crear projectes i companyies ferroviàries, especificant les subvencions i terminis i amb estudis sobre la viabilitat de les línies que ja eren necessàries i que la ciutadania reclamava per tot l'Estat, incloent-hi Cuba, en aquells anys part de l'Estat. Aquesta llei garantia un interès mínim al capital que s'invertís en la creació i manteniment de companyies ferroviàriesinterès que arribava al 6%.
És de notar el nivell d'ús que les indústries feien del transport ferroviari estatal a Espanya el que en un període de cinquanta anys (1868-1918) i en el conjunt de línies ferroviàries a l'Estat Espanyol l'increment de passatgers (en unitats) va ser un 13% superior a l'increment de mercaderies (en pes), ja que la indústria no era el sector que creixia més. També s'ha d'assenyalar que els diferents amples de via dificultava i retardava el transport de mercaderies més que el de passatgers en les connexions ferroviàries transpirinenques.
Al segle XIX sovintejaven els avalots socials des de la mort de Ferran VII fins a la Restauració i al govern de Madrid s'alternaven les polítiques autoritàries dels governs liberals moderats amb les més permissives dels progressistes. Aquestes incidències, juntament amb les operacions militars que les tres guerres carlines comportaven, impedint els treballs de camp, no afavorien el desplegament d'una xarxa ferroviària amb prou solidesa per assegurar-ne els beneficis. La manca de capital per invertir en infraestructures va posar gran part del desenvolupament de la xarxa ferroviària i la indústria en mans d'empreses de l'estranger, en termes generals, franceses en termes ferroviaris, empreses belgues en el sector de mineria i angleses principalment en termes tècnics-maquinaris.
Des de la Guerra del Francès les polítiques dels successius governs a Madrid es varen alternar entre les tendències absolutistes, les liberals moderades i les liberals intransigents. Aquestes variacions varen influir en el desplegament ferroviari variant des d'aproximacions estatalistes a les inicials de suport de la iniciativa privada subvencionada. També varen haver-hi esdeveniments que varen influir en el desplegament dels Transpirinencs, bé per als impediments per a operacions militars, bé per augmentar o disminuir el tràfic de mercaderies d'exportació des de Catalunya: principalment les guerres carlines (principalment a la Catalunya interior), el progrés d'independència de les colònies espanyoles, la guerra francoprussiana que afavorí l'exportació catalana de tèxtils, la Guerra Civil nord-americana (que va dificultar la importació de cotó), la primera guerra mundial, la crisi econòmica de 1929, la guerra civil espanyola i la Segona Guerra Mundial.

## Utilitat dels Transpirinencs
L'interès local i estatal en les línies transpirinenques era diferent a França del que havia a Espanya. Des del començament del segle xix s'invertia capital, predominantment francès i també del Regne Unit, en el disseny, la construcció i explotació de les línies ferroviàries peninsulars (de traçat radial) coincidint amb l'interès espanyol per l'exportació dels seus productes. França també necessitava un tràfic ràpid entre la metròpoli i les seves colònies al Nord d'Àfrica. A l'Estat espanyol les localitats properes a la frontera (navarreses, aragoneses i catalanes) ultra les comunicacions amb França hi havia molta necessitat de comunicació amb la resta de la Península (també transversalment) pels interessos locals econòmics i socials pròpia i justificada. Els primers estudis per fer arribar el ferrocarril a Puigcerdà daten de 1857. A l'establiment a França de l'empresa Chemins de Fer du Midi ja s'apuntava un ramal ferroviari en direcció a Biarritz, centre d'estiueig molt apreciat pel rei francès Napoleó III, la seva esposa i altres membres de la cort que és en servei des de 1864. La Companyia Tarragona Barcelona i França (TBF) que va ser absorbida per la MSA, va construir el 1879 la connexió amb França per Portbou.
Cada Transpirinenc afavoriria la indústria local, principalment la del turisme en el cas del de Puigcerdà, amb enllaços al Cremallera de Núria i al Tren Groc que uneix la Tor de Querol, a la Cerdanya, amb Vilafranca del Conflent per Font Romeu, Mont-Lluís i altres. En la indústria del carbó amb l'enllaç Ripoll - Sant Joan de les Abadesses. A més dels beneficis econòmics i socials que les comunicacions comporten habitualment, l'Estat espanyol va tenir en compte qüestions militars i de defensa en els estudis sobre les possibles traçats de les línies. L'interès que els governs dels dos estats tenien focalitzada en la part econòmica en les línies transpirinenques era influenciat per la riquesa dels territoris per un circularien els combois i en aquest aspecte les connexions que aportaven més interès eren les de les costes atlàntica i mediterrània i la de Puigcerdà - Acs.
Respecte a la utilitat de la línia que uniria Tolosa, Narbona i París amb Barcelona, el ministre d'Afers Exteriors de l'estat francès Théophile Delcassé, afavorint decididament el projecte i la construcció del transpirinenc per Acs - Puigcerdà, ja mencionava el turisme com sector interessat. El document memòria-resum sobre el Transpirinenc Català assenyala avantatges que suposa aquesta línia, tant per les comunicacions entre França i el Nord d'Àfrica com per Espanya i Barcelona en particular, amb el seu port i la proximitat de l'Exposició Universal de Barcelona. També en aquest document es demana la implantació d'un tercer carril amb ample de 1,435m, normal a França, entre els dos carrils de l'ample de via habituals a la Península de 1,671m tenint en compte els canvis que haurien de fer-se en els gàlibs dels túnels, les andanes a les estacions i la mecànica dels desviaments pels dos tipus de trens. Totes les propostes de canvi d'ample de via varen ser desestimades pel cost i per manca de tresoreria per fer-les realitat.

## Les empreses
Els projectes de licitació i construcció dels Transpirinencs varen ser afectats principalment per la política, els interessos locals i els estatals (tal vegada de difícil conciliació), els militars, l'economia de les finances i els bancs, a més de la geografia, la tècnica, la climatologia entre d'altres. La creació d'empreses ferroviàries, tant en els transpirinencs com en qualsevol altre, va anar acompanyada de multiplicitat de maniobres especulatives i moltes empreses no varen passar de ser un projecte fallit.
Les famílies Pereire i Rothschild varen contribuir en gran manera al desplegament de ferrocarrils a Espanya i França. Els germans Isaac i Émile Pereire(REF) varen constituir a França l'empresa financera Crédit Mobilier (1852-1867) i l'any 1856 va constituir-ne una subsidiària a Espanya amb el nom Sociedad General de Crèdit Mobiliari Espanyol (el 1902 va esdevenir Banc Espanyol de Crèdit, BANESTO, el 1998 absorbida pel Banc de Santander.) La bona marxa dels negocis de Crédit Mobilier va permetre als Pereire a fundar la Companyia de Camins de Ferro del Migdia (Companie des Chemins de Fer du Midi) que iniciaren les parts franceses de les dues línies ferroviàries transpirinenques fins a Hendaia, a enllaçar amb Irun, i fins a Auloron, a enllaçar amb Canfranc.
La Companyia dels Camins de Ferro del Nord d'Espanya es va escripturar l'any 1858 amb la participació majoritària de Crèdit Mobiliari Espanyol, Crèdit Mobiliari Francès, els germans Pereire i altres amb menor volum d'accions. Aquesta companyia va anar absorbint altres de més petites, com també va fer MSA.
La Companyia dels Ferrocarrils de Madrid a Saragossa i a Alacant té el seu inici en la construcció de la línia Madrid-Aranjuez, promoguda per José de Salamanca, amb l'avantatge que suposava per la Cort espanyola la facilitat d'anar a Aranjuez, lloc de residència estiuenca famós per les seves maduixes. Posteriorment es prolonga aquesta línia per Almansa per arribar fins a Alacant.
Integrants de la família de financers establerts a França i Suïssa, els Rothschild, crearen la Societat Espanyola Mercantil i Industrial i juntament amb José de Salamanca, una empresa ferroviària francesa i altres participants crearen la Companyia dels Ferrocarrils de Madrid a Saragossa i a Alacant (MSA ó MZA) el 1856 amb adquisicions d'altres companyies, adquisicions que es varen anar estenent en el temps
 fins a la fusió amb la Companyia del Nord.
Algunes empreses que es poden mencionar per participar en el desplegament dels Transpirinencs a Catalunya foren Camí de Ferro del Nord, Ferrocarril de Barcelona a Granollers i Girona, Companyia dels Ferrocarrils de Tarragona a Barcelona i França, Ferrocarril i Mines de Sant Joan de les Abadesses, entre d'altres.

## La Història
La implantació del ferrocarril s'inicia l'any 1832 a França amb la línia Lyon - Saint Étienne i l'any 1837 la línia París - Saint Germain. A l'Espanya peninsular s'inaugura la primera línia (privada) entre Barcelona i Mataró l'any 1848 i l'any 1864 l'Estat espanyol financia un estudi sobre la viabilitat de les possibles línies de comunicació entre Espanya i França (se'n varen estudiar fins a 11.) L'any 1904 es va signar a París un acord entre els dos estats escollint les tres línies que travessessin els Pirineus per Canfranc-Auloron, La Pobla de Segur-Sent Gironç i Puigcerdà-La Tor de Querol. L'acord determinava quina estació seria la principal en els tres casos i s'acordà que l'estació de Canfranc sería la internacional i residiria en territori espanyol, la de Viella residiria en territori francès i la de Puigcerdà compartiria amb la de la Tor de Querol les tasques d'internacionalització.
Els projectes varen començar a elaborar-se entre els dos estats als anys 1880, mentre s'implantava la comunicació ferroviària pels extrems oriental i occidental de Portbou-Cervera de la Marenda (1878) i Irun-Hendaia (1864), respectivament. La línia d'alta velocitat actual té el traçat per Figueres i el Pertús, continuant per Perpinyà. Els costos de fer els túnels, les expropiacions, l'impacte sobre el territori i el manteniment de les estructures, a part del diferent ample de via entre les dues xarxes, que afegit als costos de l'energía necessària per moure les locomotores superant forts pendents havia de ser compensat per un alt retorn sobre el capital que cada estat invertís. El poc ús de l'únic Transpirinenc en servei en l'actualitat, el català, majoritàriament turístic, és altament deficitari en termes econòmics, mentre que en termes socials el Transpirinenc Català és molt apreciat pels pobladors de la zona que fan una forta oposició cada volta que se senten comentaris sobre la seva supressió. (REF a una revista!)
L'empresa metal·lúrgica "La Barcelonesa" (fundada el 1830) proporcionà materials pels treballs de construcció de línies i l'any 1855 va canviar el nom i la capacitat per convertir-se, l'any 1855 en La Maquinista Terrestre i Maritima amb els srs. Esparó, Tous i Ascacíbar. La MTM va proporcionar diversos materials ferroviaris com calderes, màquines de vapor i va construir algunes locomotores com les del Ferrocarril de Sarrià, una reconstrucció de l'original de la línia Barcelona-Mataró i d'altres.

## El Transpirinenc Oriental o Català
Amb anterioritat a l'acord entre França i Espanya per connectar les dues xarxes signat el 1904, ja des de 1848 (Barcelona-Mataró) a Catalunya hi havia desplegament de línies ferroviàries sota l'impuls del capital privat: el 1851, Barcelona-Molins de Rei-Martorell; el 1859, Barcelona-Sabadell-Terrassa-Manresa (aquesta amb subvenció estatal).
El 1850 el banquer Manuel Girona i Agrafel, de la família fundadora de l'empresa MACOSA, aconseguí la concessió del govern i finançar la línia que uniria Barcelona amb Granollers (inaugurada l'any 1854) constituint l'empresa Camins de Ferro del Nord. El 1858 aquest nom va haver de canviar-se per "Compañia de Caminos de Hierro del Norte de España". Malgrat proposar al ministeri de Foment el construir la línia amb l'ample de via europeu d'1,435 m (com es posava a França i la resta d'Europa), al no obtenir resposta es va optar pel ample de via de 6 peus castellans (actualment 1,668m). L'objectiu era seguir fins a Ripoll per connectar Sant Joan de les Abadesses i les mines de carbó d'Ogassa i SurrocaFerrocarril Ripoll-Sant Joan de les Abadesses. La construcció va continuar fins a arribar a Vic l'any 1875 i a Ripoll l'any 1880 i la va fer la Companyia Ferrocarril i Mines de Sant Joan de les Abadesses que posteriorment i per causes econòmiques fou absorbida per la companyia dels Ferrocarrils de Tarragona a Barcelona i França.
La construcció del tram Ripoll-PuigcerdàLínia Ripoll-Puigcerdà va haver de solucionar moltes dificultats tècniques i humanes, a més de les econòmiques i polítiques de l'època.
La climatologia de la zona és força extrema; s'havien de perforar molts túnels, que en el de Toses era d'una longitud considerable (4 kilòmetres aproximadament); el pendent era tant acusada que per permetre a les locomotores d'aquells temps poder superar-les es va fer una volta de 360° que perllongués el traçat (Túnel del Cargol). En la construcció es varen produir diversos accidents amb resultat de mort i els endarreriments en les obres. Foren necessaris l'establiment de punts de connexió elèctrica per la maquinària, que posteriorment, amb condicionament necessari, varen servir per a l'electrificació de la línia. L'any 1922 el tren va arribar a Puigcerdà i el 1927 es va iniciar el servei fins a la Tor de Querol on hi havia el servei diari connectant amb Paris. Quan es va electrificar la línia des de Ripoll amb les locomotores Renfe sèrie Estado 1000 ja era el 1929.
Els excursionistes i principalment els esquiadors varen poder usar el Transpirinenc pels seus esports, així com pel turisme a la Cerdanya i el Conflent.
L'estació de Puigcerdà que es va construir primerament va ser enderrocada i es va reconstruir tot l'àmbit als vols de l'estació que era necessari per donar el servei de nivell internacional, com el tractat de 1904 especificava, incloent la disposició de les andanes i de les vies de servei, les d'ample de via 1,45 pels trens provinents de França, amb les corresponents vies de servei i andanes.
|  |  |  |                                                                   |
|  |  |  | Itinerari línia R3 Any 2015 Arxivat 2015-09-08 a Wayback Machine. |
|  |  |  |                                                                   |
|  |  |  |                                                                   |

L'acord entre Espanya i França determinà que l'estació de Puigcerdà compartiria l'estatus d'estació internacional principal amb la de La Tor de Querol. Aquest acord va ser font de polèmiques entre les autoritats franceses i les espanyoles, com es pot veure en la premsa de l'època de la inauguració de l'estació definitiva de Puigcerdà.
L'estació de La Tor de Querol-Enveig dona servei a una línia SNCF (un servei diari) amb Tolosa-París, una amb el Tren Groc (ter) Vilafranca de Conflent-Perpinyà i una amb els trens de la línia R3 de Rodalies. Hi ha connexió per autobús amb Andorra.

## El Transpirinenc Central
Els governs d'Espanya i de França varen convenir la construcció de les línies transpirinenques en els anys 1885 i 1904 que incloïen la de La Pobla a Sent Gironç. L'acord entre els governs fixava dates d'execució per les fases dels projectes que no es complien i les diferents opinions dels estaments polítics, tècnics i militars prolongaven l'execució dels projectes fins a l'extrem, en aquesta línia, de paralitzar definitivament el projecte. Aquest itinerari unia dues regions dels dos estats amb una feble industrialització, però l'interès del govern francès radicava en la possible comunicació des de Saragossa fins a Cartagena i per via marítima amb Algèria.
En les negociacions entre els dos governs sobre la localització dels túnels en un o altre costat de la frontera hi havia els costs que havia d'assumir-se i el retorn que es podia preveure, a més de la part de defensa militar que es considerava necessària. A l'acord que es va signar el 1904 es va establir que l'estació internacional es construiria en territori francès, a Les Forges d'Abel, i que França n'assumiria la gestió. Es va acordar que les tres línies haurien de permetre el pas de locomotores de vapor i elèctriques i es varen determinar les pendents màximes admissibles en els dos casos i els radis dels revolts. La concessió per la construcció d'aquesta línia es va fer eventual a la Companyia del Migdia francesa, perquè ja hi havia dubtes sobre l'oportunitat de la seva construcció.
Dins un ambient de desconfiança mútua dels negociadors dels compromisos, la construcció del Transpirinenc Central experimentà diverses maniobres dilatòries i quedà aturada a La Pobla de Segur el 1951 i ja mai no es va finalitzar superant el Pirineu pel túnel sota el Port de Salau en direcció a Sent Gironç.
La línia Lleida - La Pobla de Segur la gestiona FGC des de l'any 2004 i s'ha convertit en una atracció turística de nom El Tren dels Llacs.

## El Transpirinenc Occidental
L'interès sobre aquesta línia, que havia d'unir la ciutat de Pau amb Saragossa era molt alt a la part aragonesa i molt baix a la part del Bèarn francès. Per part dels dos governs, l'interès estatal seguia la mateixa tònica: l'espanyol era més interessat (excepte entre els enginyers militars) que el francès que assenyalava el fort desnivell per arribar a l'altitud del traçat superior als mil metres, entre altres dificultats com l'ample de via diferent, el gàlib pels túnels, etc. dificultats compartides per totes les connexions amb França.

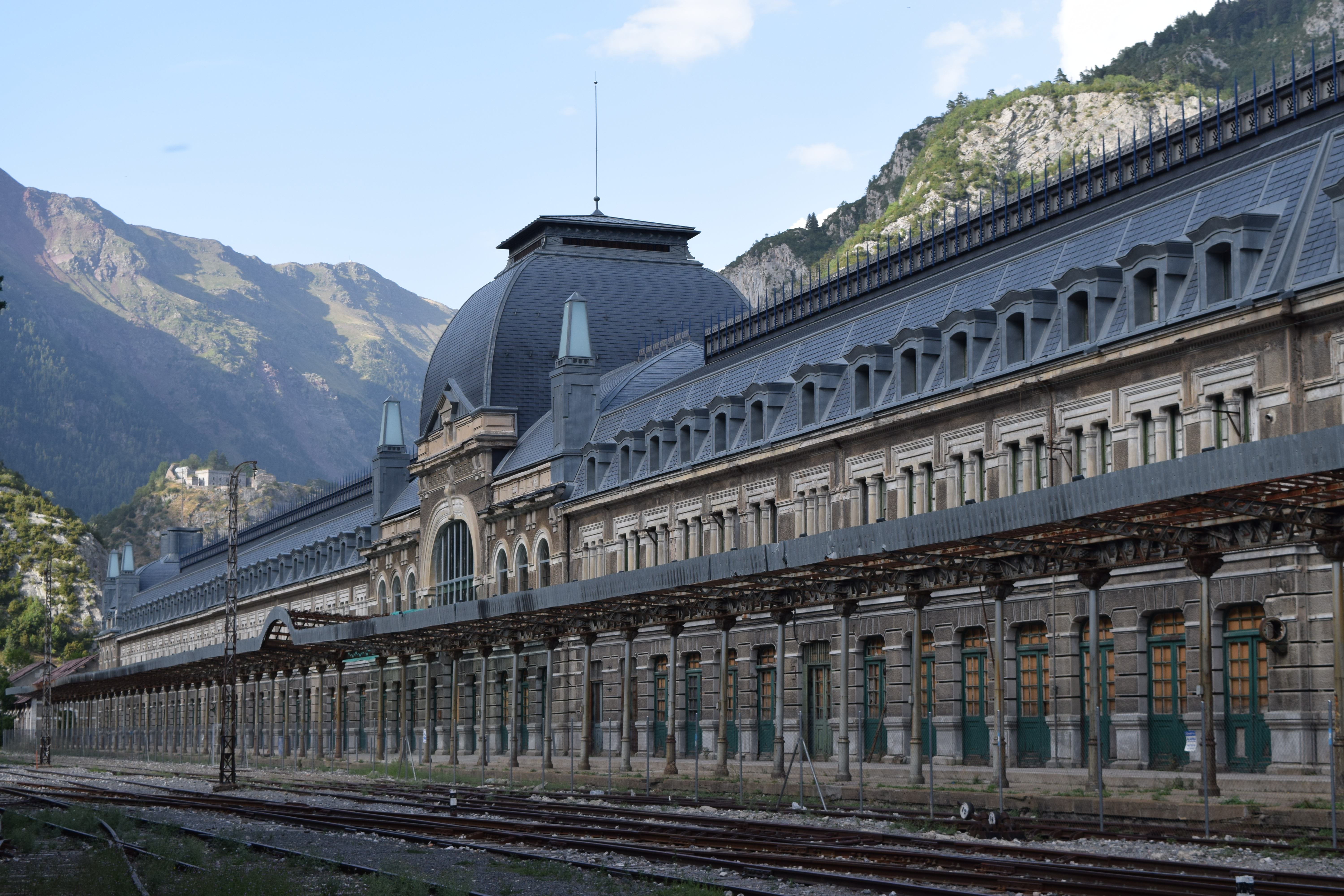
Estació Internacional de Canfranc

L'estació internacional de Canfranc, que per l'acord de 1904 entre els dos estats era en territori espanyol, es va acordar instal·lar-la al pla de Los Aranyones lo qual va fer necessari l'aplanament del terreny. L'Estat Major espanyol va considerar un avantatge en aquest lloc per poder defensar-la amb peces d'artilleria situades al coll de Ladrones, en cas que fos necessari el bombardeig. Encara es pot veure el que queda de l'edifici militar. La magnificència de l'edifici es va veure fortament contrastada amb la utilitat que va poder prestar pel nivell de tràfic, que va ser molt inferior al desitjat per compensar els esforços i les despeses que s'hi varen posar. Hi ha hagut intencions de convertir l'estació en un hotel i altres equipaments destinats al turisme.
La inauguració va fer-se el 18 de juliol de 1928 i el servei internacional es començà l'any següent. La Companyia Central d'Aragó va construir l'any 1933 la línia que connectava la ciutat de Saragossa amb la de València millorant la comunicació entre França i la Península. Aquesta línia ferroviària transpirinenca Saragossa - Auloron, que actualment és en desús, és considerada en els projectes del govern espanyol en línies d'alta velocitat de connexió amb la resta d'Europa construint un altre túnel a menor altitud. Saragossa i Barcelona ja eren connectades per ferrocarril des de l'any 1861.

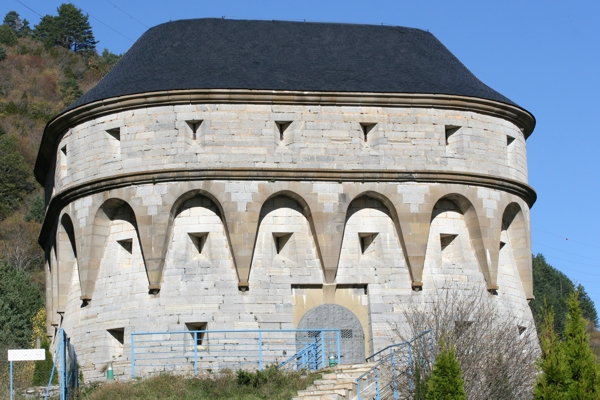
"Torre de Fusileros"

La línia de Canfranc amb el túnel de Somport, que té una longitud aproximada d'uns 8 kilòmetres, va ser en funcionament en direcció territori espanyol - teritori francès durant la guerra civil espanyola en quedar en la zona ocupada per les tropes sublevades del general Franco, interrompent-se la sortida del túnel vers França per impedir-ne la connexió amb el país veí. Les estacions de Portbou i Puigcerdà, que eren en la zona republicana, varen ser bombardejades per l'aviació que ajudava a les tropes sublevades. Quan Franco, des d'acabada la guerra, va instaurar el seu govern a Espanya, la línia de Canfranc va ser utilitzada durant l'època en què Hitler era al poder a Alemanya, pels serveis que es prestaren mútuament i per altres interessos com els de fugida de persones de la massacre que imperava a Europa.
Aquesta línia va deixar de donar servei l'any 1970 en què es va produir, degut a les condicions meteorològiques, el descarrilament d'un tren de mercaderies francès portat per una locomotora de vapor que, en descarrilar, va malmetre el pont de l'Estanguet a França, interrompent el servei d'aquest Transpirinenc fins a l'actualitat.